# ریبین سولاقا
ریبین سولاقا (عربی: ريبين سولاقا؛ زادهٔ ۱۲ آوریل ۱۹۹۲) یک بازیکن فوتبال اهل سوئد است.

## باشگاهی
از باشگاه‌هایی که در آن بازی کرده‌است می‌توان به - اشاره کرد.

## تیم ملی
وی همچنین در تیم ملی فوتبال تیم ملی فوتبال عراق بازی کرده است.